# 晋宁州 (金朝)
晋宁州，金朝时设置的州。
大定二十二年（1182年）以晋宁军改置，治所在今陕西省佳县。属河东北路。辖境相当今陕西省佳县、县神木、吴堡等县地。二十四年（1184年），改名葭州。 